# 13時間 ベンガジの秘密の兵士
『13時間 ベンガジの秘密の兵士』（13じかんベンガジのひみつのへいし、原題: 13 Hours: The Secret Soldiers of Benghazi）は、2012年に実際に起きたアメリカ在外公館襲撃事件を題材としたミッチェル・ザッコフの書籍『13 Hours: The Inside Account of What Really Happened in Benghazi』を原作とし、マイケル・ベイ監督によってアメリカ合衆国で製作された2016年の戦争映画である。
撮影は2015年4月27日にマルタで始まり、パラマウント映画が2016年1月15日に公開した。日本では劇場公開されずビデオスルーされた。

## あらすじ
2012年、リビアのベンガジは世界で最も危険な場所の一つに指定されていた。米国はベンガジにCIAが秘密裏に設置しているアネックス(The Annex)だけを残し、民間軍事請負業者のチーム「GRS(グローバル・レスポンス・スタッフ)」がCIA職員を保護している。CIAチーフのボブはGRSの行動を制約する。ジャックは友人のロンがチーフを務めるアネックスのGRSにアメリカから赴任してくる。
各国は過激派の攻撃を恐れ、多くはベンガジから職員を退去させている。しかし、米国のクリストファー・スティーブンス大使らが市内に赴任してくる。大使館と比べ警備の手薄な領事館に滞在し、わずか5人の護衛に加え、地元のリビア人民兵を雇う。
アメリカ同時多発テロ事件から11年目の夜、アンサール・アル＝シャリーアの武装集団によって在外公館が攻撃されてしまう。GRSチームは大使救出を志願するが、アネックスとGRSは存在を秘匿されており、ボブは一貫して待機を強く命じる。ついに領事館は制圧・放火され、リビア人民兵は逃げだし、セーフルームに隠れていた大使らまでにも脅威が迫る。我慢の限界に達したGRSチームは命令に背き領事館へ向かう。だがGRSチームは大使を見つけられずにアネックスに退却し、追ってきた敵はアネックスに迫る。
CIAは機密文書を破壊し、GRSチームはアネックスに立てこもり、助けを求める。トリポリからGRSの援護が到着して退去準備を始めるが、敵は迫撃砲攻撃を始めてロンは死に多くが負傷する。GRSの味方のリビア人部隊"リビアの盾"が到着してアネックスは守られる。だが大使は死亡している。
生存者たちと4人の遺体は帰国する。GRSの生存者たちは叙勲され、引退して家族と暮らす。

## キャスト
| 配役                           | 俳優                         | 日本語吹替 | 役柄                              |
| ------------------------------ | ---------------------------- | ---------- | --------------------------------- |
| タイロン・“ロン”・ウッズ       | ジェームズ・バッジ・デール   | 山野井仁   | ベンガジのGRSチーフ               |
| ジャック・“ジャック”・シルバ   | ジョン・クラシンスキー       | 綱島郷太郎 | 新任のGRS要員。ロンに誘われ赴く。 |
| クリス・“タント”・パラント     | パブロ・シュレイバー         | 川本克彦   | GRS要員                           |
| デイヴ・“ブーン”・ベントン     | デヴィッド・デンマン         | 木村雅史   | GRS要員                           |
| マーク・“オズ”・ガイスト       | マックス・マーティーニ       | 武田幸史   | GRS要員                           |
| ジョン・“ティグ”・タイジェン   | ドミニク・フムザ             | 杉村憲司   | GRS要員                           |
| グレン・“バブ”・ドハティ       | トビー・スティーブンス       | 玉野井直樹 | トリポリのGRS幹部                 |
| ボブ                           | デヴィッド・コスタビル       |            | CIAチーフ                         |
| ソナ・ジラーニ                 | アレクシア・バルリエ         |            | CIA要員                           |
| ブリット・ヴェイナー           | クリストファー・ディングリー | 松重慎     | CIA要員                           |
| アマル                         | ペイマン・モアディー         |            | 通訳                              |
| クリストファー・スティーブンス | マット・レッシャー           |            | アメリカ大使                      |
| デイブ・ユベン                 | ドミトリアス・グロッセ       |            | 大使護衛                          |
| スコット・ウィックランド       | デヴィッド・ジュントーリ     |            | 大使護衛                          |
| アレック                       | デイビット・ファー           |            | 大使護衛                          |
| ショーン・スミス               | クリストファー・ディングリ   |            | 大使付きIT専門家                  |
| ベッキー･シルバ                | レン・シュミット             |            | ジャックの妻                      |

## 製作
2014年2月10日、パラマウント映画が3 Arts Entertainmentと会談し、ミッチェル・ザッコフが執筆した『13 Hours: The Inside Account of What Really Happened in Benghazi』の映画権取得を発表。アーウィン・ストフ氏が製作する運びとなった。
また、この映画はベンガジに駐留するアメリカ人を守るために戦った、セキュリティチーム(G.R.S.)の6人のメンバーに焦点を当てている。
同年10月29日にマイケル・ベイが指揮・製作することに決定した。
2015年4月27日、主な撮影はマルタとモロッコで開始。
同年3月、マルタのタカーリに撮影用の大型セットが建設された。

## 評価
本作に対する批評家からの評価は平凡なものに留まっている。映画批評集積サイトのRotten Tomatoesには218件のレビューがあり、批評家支持率は51%、視聴者支持率は82%、平均点は10点満点で5.5点となっている。

## 配給
2015年6月30日、パラマウント映画は『13 Hours: The Secret Soldiers of Benghazi』の新タイトルを発表。2016年1月15日に本作を公開。
また、2016年1月12日にテキサス州アーリントンのAT&Tスタジアムでプレミア上映され、民間軍事警備員やその他の団体を支援するShadow Warriors Projectに利益をもたらした。

## テレビ放送
| 放送日         | 放送時間（JST）   | 放送局                      | 放送枠             | 備考         |
| -------------- | ----------------- | --------------------------- | ------------------ | ------------ |
| 2023年10月23日 | 月曜13:40 - 15:40 | テレビ東京 （関東ローカル） | 午後のロードショー | 地上波初放送 |